# Кропкакор
Кропкакор (швед. kroppkakor, в однині kroppkaka) — шведська кулінарна страва, певного роду пельмені. Насамперед їх відрізняє оригінальний рецепт тіста з відвареної картоплі, борошна і яєчних жовтків; також їх можна порівняти з кльоцками. Як начинку зазвичай використовують обсмажені цибулю, сало і шинку.
Кропкакор подають до столу із розтопленим вершковим маслом, вершками або брусничним джемом.